# (52337) Compton
(52337) Compton es un asteroide perteneciente al cinturón de asteroides, descubierto el 2 de septiembre de 1992 por Freimut Börngen y el también astrónomo Lutz Dieter Schmadel desde el Observatorio Karl Schwarzschild, en Tautenburg, Alemania.

## Designación y nombre
Designado provisionalmente como 1992 RS. Fue nombrado Compton en honor al físico estadounidense Arthur Holly Compton descubrió el efecto Compton, lo que confirma la naturaleza corpuscular de la radiación electromagnética. Recibió el Premio Nobel de Física en el año 1927 junto con C. T. R. Wilson.

## Características orbitales
Compton está situado a una distancia media del Sol de 2,389 ua, pudiendo alejarse hasta 2,934 ua y acercarse hasta 1,844 ua. Su excentricidad es 0,228 y la inclinación orbital 1,339 grados. Emplea 1349 días en completar una órbita alrededor del Sol.

## Características físicas
La magnitud absoluta de Compton es 15,4.